# Bataillon de chasseurs pyrénéens
1er, 2e ... 10e bataillon de chasseurs des Pyrénées
Un bataillon de chasseurs des Pyrénées est un  des dix bataillons formés à Perpignan et Collioure en septembre 1939 dans le cadre du détachement d'armée Pyrénées.

## Historique
Dès 1815, pendant les Cent-Jours, sont organisés deux bataillons de chasseurs des Pyrénées (un dans le département des Basses-Pyrénées, l'autre en Ariège) et deux bataillons de chasseurs des Alpes. Ils regroupent des volontaires du pays et des soldats des anciens bataillons de chasseurs des montagnes formés en 1808 et dissous en 1813.
Le corps de chasseurs à pied est depuis 1837 en France une subdivision de l'infanterie qui regroupe des fantassins légers. En 1888 sont incorporées en son sein les unités spécialisées dans le combat en montagne, les chasseurs alpins. En 1939, ses vingt-huit bataillons de chasseurs à pied (BCP) — dont dix-sept de réserve —, ses trente-six bataillons de chasseurs alpins (BCA) — dont vingt-quatre de réserve — et son bataillon spécial de haute montagne sont complétés par dix bataillons de chasseurs pyrénéens (BCPyr) pour protéger la frontière avec l'Espagne franquiste.
Les BCPyr sont formés de réservistes pyrénéens, avec un faible encadrement d'active provenant de la garde républicaine. Officiers, chasseurs, voire véhicules et mulets issus d'une même vallée sont regroupés dans la même unité (modèle dit suisse). Les dix BCPyr sont organisés en cinq demi-brigades (DBCPyr), au sein du détachement d'armée des Pyrénées commandé par le général Auguste Moyrand  : 
- 1re demi-brigade de chasseurs pyrénéens (Perpignan) : 1er et 2e bataillons de chasseurs pyrénéens
- 2e demi-brigade de chasseurs pyrénéens (Perpignan) : 3e et 4e bataillons de chasseurs pyrénéens, tous deux relevant du secteur Aude (XVIe région militaire) ;
- 3e demi-brigade de chasseurs pyrénéens (Foix) : 5e et 6e bataillons de chasseurs pyrénéens, au sein du secteur Garonne (XVIIe région militaire) ;
- 4e demi-brigade de chasseurs pyrénéens (Pau) : 7e et 8e bataillons de chasseurs pyrénéens
- 5e demi-brigade de chasseurs pyrénéens (Bayonne) : 9e et 10e bataillons de chasseurs pyrénéens ; toutes deux relevant du secteur Adour (XVIIIe région militaire).

Chaque bataillon est fort de près d'un millier d'hommes. Il comprend trois compagnies de fusiliers-voltigeurs de 191 combattants chacune, une compagnie d'accompagnement (ou compagnie de mitrailleuses, CA ou CM avec 188 hommes), une compagnie hors-rang (intendance, logistique, CHR) de 174 hommes, un train muletier et un état-major. Les hommes portent un uniforme kaki, dont les pattes de collet comportent un cor de chasse et le numéro du bataillon en bleu ou en rouge et deux soutaches bleues. Les demi-brigades se distinguent par les bérets : béret alpin bleu pour celles de la XVIe région, béret de forteresse kaki pour la 3e, béret basque noir pour celles de la XVIIIe région.

## Pendant la Seconde Guerre mondiale
Mobilisés à la fin de l'été 1939, les bataillons pyrénéens après une période d'instruction sont employés à la garde des camps de réfugiés espagnols (Argelès-sur-Mer, Barcarès, Gurs, Saint-Cyprien, Septfonds, etc.) et à la surveillance de la frontière. 
À la déclaration de la guerre, du fait de la neutralité de l'Espagne et des besoins du front, la permanence des bataillons dans les Pyrénées est reconsidérée. Les demi-brigades sont donc transférées sur les frontières allemandes ou à la frontière italienne. Elles y combattront l'avancée des troupes allemandes.
| Demi-brigade | Bataillon | Mobilisation           | Affectation initiale | Transfert |
| ------------ | --------- | ---------------------- | --- | --- |
| 1re          | 1re BCPyr | 27 août au 2 septembre | Perpignan, Collioure. Garde du camp de Saint-Cyprien. | Prend position à Morteau le 4 décembre 1939, puis à Pontarlier. Dirigés sur les Vosges début juin, les trois bataillons sont capturés le 20, le 19 et le 17 juin. |
| 1re          | 2e BCPyr  | 27 août au 2 septembre | Céret. Garde du camp d'Argelès-sur-Mer. | Prend position à Morteau le 4 décembre 1939, puis à Pontarlier. Dirigés sur les Vosges début juin, les trois bataillons sont capturés le 20, le 19 et le 17 juin. |
| 2e           | 3e BCPyr  | 27 août au 3 septembre | Perpignan et Montlouis. Protègent la frontière en Cerdagne, puis à Rivesaltes. Assurent la garde des camps de Saint-Cyprien et de Barcarès (3e BCPyr) et stationne à Saint-Nazaire et Alénya (4e BCPyr). | Doubs, novembre 1939. Occupent les forts de Joux et du Larmont. Capturés les 18 et 19 juin 1940 lors de la défense de Belfort. |
| 2e           | 4e BCPyr  | 27 août au 3 septembre | Perpignan et Montlouis. Protègent la frontière en Cerdagne, puis à Rivesaltes. Assurent la garde des camps de Saint-Cyprien et de Barcarès (3e BCPyr) et stationne à Saint-Nazaire et Alénya (4e BCPyr). | Doubs, novembre 1939. Occupent les forts de Joux et du Larmont. Capturés les 18 et 19 juin 1940 lors de la défense de Belfort. |
| 3e           | 5e BCPyr  | 28 août au 4 septembre | Foix et Ax-les-Thermes. Garde des camps de réfugiés espagnols de Septfonds, du Vernet et de Villeneuve-de-Rivière.                                                                                       | rattachement à la 4e DBCPyr le 20 novembre 1939 |
| 3e           | 6e BCPyr  | 28 août au 4 septembre | Saint-Gaudens et Luchon. Garde des camps de réfugiés espagnols de Septfonds, du Vernet et de Villeneuve-de-la-Rivière.                                                                                   | rattachement à la 1er DBCPyr le 20 novembre 1939 |
| 4e           | 7e BCPyr  | 27 août au 4 septembre | Tarbes, Argelès et Arreau. Surveille la frontière espagnole entre le col de Peyresourde et Lacq-Athérey, puis garde le camp de réfugiés de Gurs à partir du 15 octobre 1939                              | Stationne à Bayonne à partir du 10 février puis fait route vers les Alpes-Maritimes le 7 mars 1940 où la brigade prépare les fortifications défensives de Peymenade et Spéracèdes (5e), Tourelle-sur-Loup (7e) et Magagnosc (8e). Prend position à Montargis le 14 juin, y mène de lourds combats défensifs puis fait retraite à partir du 16. Elle est dissoute en Dordogne en août 1940. |
| 4e           | 8e BCPyr  | 27 août au 4 septembre | Pau et Oloron-Sainte-Marie. Surveille la frontière espagnole dans le secteur du Boillou (Pyrénées-Orientales)                                                                                            | Stationne à Bayonne à partir du 10 février puis fait route vers les Alpes-Maritimes le 7 mars 1940 où la brigade prépare les fortifications défensives de Peymenade et Spéracèdes (5e), Tourelle-sur-Loup (7e) et Magagnosc (8e). Prend position à Montargis le 14 juin, y mène de lourds combats défensifs puis fait retraite à partir du 16. Elle est dissoute en Dordogne en août 1940. |
| 5e           | 9e BCPyr  | 27 août au 4 septembre | Saint-Jean-Pied-de-Port | Est transférée vers Dole et la trouée de Belfort le 14 novembre 1939, et prend en charge une portion de la ligne de défense en Alsace. Elle mène quelques combats à proximité du Rhin au début du mois de juin 1940, avant d'être attaquée plus violemment à compter du 15. Elle se replie en direction des Vosges à partir du 16 et est capturée entre le 22 juin 1940.                   |
| 5e           | 10e BCPyr | 27 août au 4 septembre | Saint-Jean-de-Luz et Bayonne | Est transférée vers Dole et la trouée de Belfort le 14 novembre 1939, et prend en charge une portion de la ligne de défense en Alsace. Elle mène quelques combats à proximité du Rhin au début du mois de juin 1940, avant d'être attaquée plus violemment à compter du 15. Elle se replie en direction des Vosges à partir du 16 et est capturée entre le 22 juin 1940.                   |

### Source
- « Les chasseurs pyrénéens » [PDF], sur defense.gouv.fr